# CA 마이트레
클럽 아틀레티코 미트레(스페인어: Club Atlético Mitre)는 산티아고델에스테로아르헨티나를아르헨티나 소속 클럽으로, 현재 프리메라 나시오날에 참가하고 있다. 아르헨티나 축구의 두 번째 카테고리이다.
카테고리:퍼스트 B 내셔널 클럽